# Phygadeuon parallelus
Phygadeuon parallelus là một loài tò vò trong họ Ichneumonidae.